# WOW!
『WOW!』（ワウ）は、ZIP-FMで放送されていたラジオ番組である。2013年4月1日放送開始、2015年3月31日放送終了。

## 概要
10代・20代に向けて「音の遊び場」を提供するというコンセプトの番組である。
ZIP-FMは基本的にアイドルグループの楽曲は流さない方針を採っているが、この番組では例外的に放送されることがある。また、名古屋市を拠点に活動するアイドルグループ・SKE48がこの番組でZIP-FMに初出演している。
2015年3月19日の放送で、同月31日をもって本番組の放送を終了すると発表した。

## 出演者
番組終了時点の出演者
- 磯谷祐介（月曜・火曜）（2014年4月 - 2015年3月）
- 白井奈津（水曜・木曜）（2013年4月 - 2015年3月）

それ以前の出演者
- 鉄平（月曜・火曜）（2013年4月 - 2014年3月）

## 放送時間
- 毎週月曜 - 木曜 21:00 - 22:55（JST）
  - 2014年度より『"GAKUKEN" THE REASON WHY』の放送時間変更により5分短縮。

## アーティスト・プログラム
毎日21:50 - 22:10　曜日替で放送されていた。
※表は番組終了時点のもの。
|                  | 月          | 火            | 水        | 木       |
| 番組名           | VANDARIDDIM | CLEAR QUEST   | PYON2TALK | NEXTRUM  |
| 担当アーティスト | BANTY FOOT  | 名古屋CLEAR'S | ユンジ    | 月替わり |

- VANDARIDDIM
BANTY FOOTによるレゲエ専門プログラム。パーソナリティのJUNは2012年10月まで同局で「REGGAE REVOLUTION」をナビゲートしていた。

- CLEAR QUEST

- PYON2TALK
韓国人シンガーユンジによるプログラム。白井も出演している。

- NEXTRUM
月替わりで東海地区の若手アーティストを特集するプログラム。

### 過去のアーティスト・プログラム
- THE WORLD IS YOURS (担当：MASH)
  - 2013年9月 - 2014年12月